# Equipe Olímpica de Refugiados nos Jogos Olímpicos
Equipe Olímpica de Refugiados (português brasileiro) ou Equipa Olímpica de Refugiados (português europeu) é um grupo formado por participantes olímpicos independentes que são refugiados. Em março de 2016, o presidente do Comitê Olímpico Internacional (COI), Thomas Bach, anunciou a criação da "Equipe de Atletas Olímpicos de Refugiados", como um símbolo de esperança para todos os refugiados no mundo, a fim de aumentar a conscientização global sobre a escala da crise migratória na Europa. Em setembro de 2017, o COI estabeleceu a Fundação Olímpica de Refugiados para apoiar refugiados a longo prazo.

## Histórico
A bandeira olímpica e o hino olímpico são usados como símbolos da equipe. Os atletas participantes marcharam na cerimônia de abertura dos Jogos Olímpicos de Verão de 2016, onde a equipe competiu pela primeira vez, entrando no estádio como a penúltima delegação, pouco antes do país anfitrião. Nas Olimpíadas de Verão de 2020 e 2024, a equipe entrou no estádio em segundo lugar, depois da Grécia.
Em 2016, a equipe usou o código de país do COI "ROT" (uma abreviação do inglês Refugee Olympic Team). Nos Jogos Olímpicos de 2020, foi alterado para EOR (do francês Équipe Olympique des Réfugiés). Nenhum atleta olímpico refugiado participou dos Jogos Olímpicos de Inverno, nem dos Jogos Olímpicos da Juventude.
A equipe recebeu o Prêmio Princesa das Astúrias de Esporte de 2022 por dar aos atletas a oportunidade em zonas de conflito e lugares onde os direitos humanos são violados, impedindo-os de realizar suas atividades esportivas e pessoais.
Cindy Ngamba se tornou a primeira pessoa a ganhar uma medalha olímpica para a Equipe Olímpica de Refugiados, após obter o bronze na categoria até 75 kg feminino do boxe nos Jogos Olímpicos de Verão de 2024. Kimia Alizadeh, que representou a Equipe Olímpica de Refugiados em 2020, ganhou o bronze no Campeonato Europeu de Taekwondo de 2022 representando a Equipe de Refugiados, após ser bronze pelo Irã nos Jogos Olímpicos de Verão de 2016 e antes de ganhar o bronze pela Bulgária nos Jogos Olímpicos de Verão de 2024.

## Medalhas

### Por Jogos Olímpicos
| Jogos               | Atletas         | Ouro | Prata | Bronze | Total | Pos. |
| Rio de Janeiro 2016 | 10              | 0    | 0     | 0      | 0     | –    |
| Tóquio 2020         | 29              | 0    | 0     | 0      | 0     | –    |
| Paris 2024          | 37              | 0    | 0     | 1      | 1     | 84   |
| Los Angeles 2028    | eventos futuros |      |       |        |       |      |
| Brisbane 2032       | eventos futuros |      |       |        |       |      |
| Total               | Total           | 0    | 0     | 1      | 1     | 151  |

## Lista de medalhistas
| Medalha           | Nome         | Jogos      | Esporte | Evento             |
| ----------------- | ------------ | ---------- | ------- | ------------------ |
| Medalha de bronze | Cindy Ngamba | Paris 2024 | Boxe    | Até 75 kg feminino |